# Attock
Attock, Atak (urdu i pendż. اٹک, Aṭak; hist. Cambellpur, Campbellpore) – miasto w środkowym Pakistanie, w prowincji Pendżab. W 2010 roku miasto liczyło 97 734 mieszkańców.